# جنان (سوريا)
جنان قرية تقع شرق مدينة حماة وتبعد عنها 13 كم. وغالبية سكانها يعملون بالزراعة وتربية المواشي، يوجد في فيها بلدية تأسست عام 1997 وتضم عدداً من الأبنية العامة (3 مساجد وإرشادية زراعية و 2 مدرسة ابتدائية و 2 مدرسة إعدادية ومدرسة ثانوية).